# St. Martin (Obermögersheim)

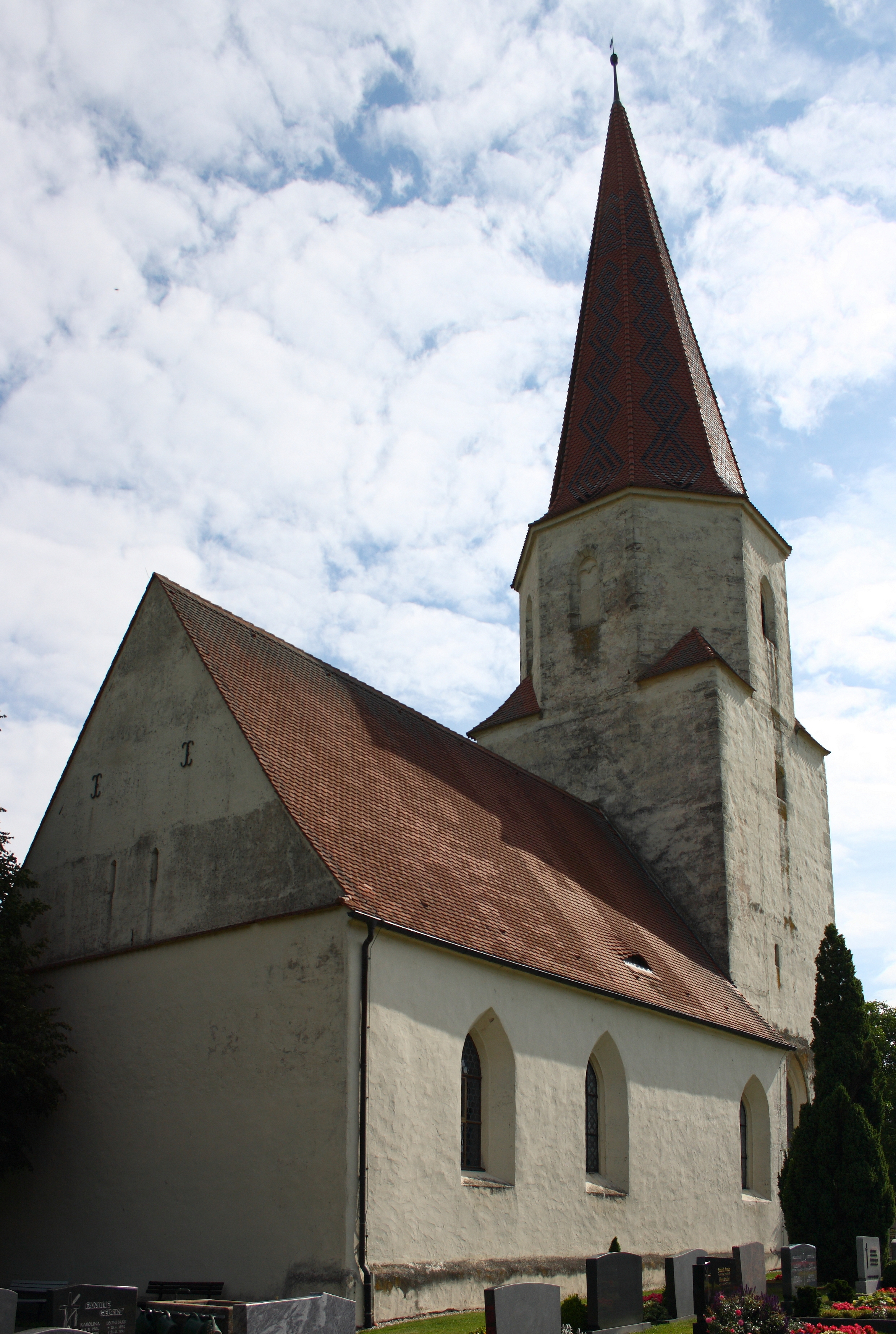
St. Martin in Obermögersheim

Die denkmalgeschützte, evangelische Friedhofskapelle St. Martin, die sogenannte Obere Kirche, steht in Obermögersheim, einem Gemeindeteil der Stadt Wassertrüdingen im Landkreis Ansbach (Mittelfranken, Bayern). Die Kapelle ist unter der Denkmalnummer D-5-71-214-101 als Baudenkmal in der Bayerischen Denkmalliste eingetragen. Die Kapelle gehört zum Dekanat Wassertrüdingen im Kirchenkreis Ansbach-Würzburg der Evangelisch-Lutherischen Kirche in Bayern.

## Beschreibung
An den spätromanischen quadratischen Chorturm wurde zwischen 1470 und 1480 nach Westen das Langhaus angebaut und der Chorturm um ein achteckiges Geschoss aufgestockt und mit einem spitzen Helm bedeckt. Zeitgleich wurde der Chor, d. h. das Erdgeschoss des Chorturms, eingewölbt. Die Wandmalereien im Chor und im Langhaus wurden erst 1956 aufgedeckt. 
Zur Kirchenausstattung gehört ein Sakramentshaus aus dem ausgehenden 15. Jahrhundert. Im Schrein des um 1500 errichteten Flügelaltars sind Statuetten des heiligen Martin, des heiligen Georg und der heiligen Margareta eingestellt. Auf den Flügelaußenseiten befinden sich Tafelbilder, auf denen das Leben des Georg und der Margaretha dargestellt sind. Im Ziborium ist Christus dargestellt. Die Kanzel wurde in der ersten Hälfte des 16. Jahrhunderts aufgestellt. Das Chorgestühl ist spätgotisch. Eine hölzerne Statue der Anna selbdritt wurde um 1670 geschnitzt.